# Dani Llácer
Daniel Ángel Llácer Fernández, más conocido como Dani Llácer  (Quart de Poblet, Valencia, 3 de marzo de 1990), es un exfutbolista y entrenador de fútbol español.

## Carrera deportiva

### Como jugador
Llácer nació en Quart de Poblet, Comunidad Valenciana, y jugó en categorías inferiores con el Valencia CF y el Levante UD. Tras debutar con el filial en la temporada 2008-09 en Tercera División, fichó por el Torre Levante CF de la Regional Preferente en 2010.
Tras jugar en equipos de la Regional Preferente como el CE Alberic, la UD Quart de Poblet y el CD Buñol, Llácer regresó a la Tercera División de España en diciembre de 2012, tras firmar con el Atlético Saguntino. En verano de 2013, fichó por el Harrow Borough FC de la Isthmian League Premier Division, pero solo disputó 12 partidos con el club.
En enero de 2014, Llácer se incorporó al Corinthian-Casuals FC de la Isthmian League Division One South y posteriormente firmó por el Chipstead FC, antes de regresar a España el 30 de julio de 2015, para firmar con la UD Juventud Barrio del Cristo.
Llácer se convirtió en capitán del Juventud en 2019 y se retiró con el club en 2020, a los 30 años.

### Como entrenador
Tras colgar las botas como jugador, Llácer se convirtió en analista del cuerpo técnico de Alessio Lisci en el Levante UD durante la temporada 2019-20.
En la temporada 2020-21, firma como segundo entrenador de Pau Quesada Tormos en el Elche CF Ilicitano. 
En junio de 2021, fichó por el Recreativo de Huelva como ayudante de Alberto Gallego Laencuentra y regresó al Elche CF Ilicitano con el mismo cargo al año siguiente.
El 9 de julio de 2023, Llácer firma como asistente de Dani Ponz en el Unionistas de Salamanca CF de Primera Federación. El 28 de mayo de 2024, fue nombrado primer entrenador tras la marcha de Dani Ponz al CD Eldense.
El 7 de abril de 2025, Llácer fue cesado por Unionistas de Salamanca CF de Primera Federación.

## Trayectoria como entrenador
| Club                                     | País   | Año       |
| ---------------------------------------- | ------ | --------- |
| Elche CF Ilicitano (2.º entrenador)      | España | 2020–2021 |
| Recreativo de Huelva (2.º entrenador)    | España | 2021-2022 |
| Elche CF Ilicitano (2.º entrenador)      | España | 2022-2023 |
| Unionistas de Salamanca (2.º entrenador) | España | 2023-2024 |
| Unionistas de Salamanca                  | España | 2024-2025 |